# Associação dos Comitês Olímpicos Nacionais Africanos
A Associação de Comitês Olímpicos Nacionais da África (em inglés, Association of National Olympic Committees of Africa, ANOCA) é uma organização internacional não governamental que está constituída pelos Comités olímpicos nacionais de África reconocidos oficialmente peloo Comité Olímpico Internacional (COI). Seu principal objetivo é a propagação e difusão dos princípios olímpicos en África. É uma das cinco organizações continentais da Associação de Comitês Olímpicos Nacionais.
Tem sua sede em Abuja (Nigéria) e conta em 2008 com a afiliação de 53 comitês olímpicos nacionais. O presidente em funções, desde o ano 2001, es Alpha Ibrahima Diallo da Guiné.

## Eventos
Entre os eventos competitivos mais importantes que a OCA organiza regularmente se encontram:
- Jogos Pan-Africanos

## Organização
A estrutura Hierárquica da organização está formada pelo Presidente, o Secretario Geral e os Vice-presidentes, o Congresso (efetuado cada dois anos), o Corpo Executivo e os Comités Técnicos.

### Presidentes
| Nº | Período     | Nome                  | País               |
| -- | ----------- | --------------------- | ------------------ |
| 1  | 1979 – 1981 | Abraham Ordia         | Nigéria            |
| 2  | 1981 – 1989 | Anani Matthia         | Togo               |
| 3  | 1989 – 1999 | Jean-Claude Ganga     | República do Congo |
| 4  | 1999 – 2001 | Francis Nyangweso     | Uganda             |
| 5  | 2001 – 20?? | Alpha Ibrahima Diallo | Guiné              |
| 6  | 20?? –      | Lassana Palenfo       | Costa do Marfim    |

### Estados-membros
Em 2008 a ANOCA conta com a afiliação de 53 comités olímpicos nacionais da África.
| No. | País                           | Código |
| --- | ------------------------------ | ------ |
| 1   | Argélia                        | ALG    |
| 2   | Angola                         | ANG    |
| 3   | Benim                          | BEN    |
| 4   | Predefinição:BHA               | BOT    |
| 5   | Burquina Fasso                 | BUR    |
| 6   | Burundi                        | BDI    |
| 7   | Cabo Verde                     | CPV    |
| 8   | Camarões                       | CMR    |
| 9   | República Centro-Africana      | CAF    |
| 10  | Chade                          | CHA    |
| 11  | Comores                        | COM    |
| 12  | República do Congo             | CGO    |
| 13  | República Democrática do Congo | COD    |
| 14  | Costa do Marfim                | CIV    |
| 15  | Egito                          | EGY    |
| 16  | Eritreia                       | ERI    |
| 17  | Etiópia                        | ETH    |
| 18  | Gabão                          | GAB    |
| 19  | Gâmbia                         | GAM    |
| 20  | Gana                           | GHA    |
| 21  | Guiné                          | GUI    |
| 22  | Guiné-Bissau                   | GBS    |
| 23  | Guiné Equatorial               | GEQ    |
| 24  | Quênia                         | KEN    |
| 25  | Lesoto                         | LES    |
| 26  | Libéria                        | LBR    |
| 27  | Líbia                          | LBA    |
| 28  | Madagáscar                     | MAD    |
| 29  | Malawi                         | MAW    |
| 30  | Mali                           | MLI    |
| 31  | Marrocos                       | MAR    |
| 32  | Ilhas Maurícias                | MRI    |
| 33  | Mauritânia                     | MTN    |
| 34  | Moçambique                     | MOZ    |
| 35  | Namíbia                        | NAM    |
| 36  | Níger                          | NIG    |
| 37  | Nigéria                        | NGR    |
| 38  | Ruanda                         | RWA    |
| 39  | São Tomé e Príncipe            | STP    |
| 40  | Senegal                        | SEN    |
| 41  | Seicheles                      | SEY    |
| 42  | Serra Leoa                     | SLE    |
| 43  | Somália                        | SOM    |
| 44  | Essuatíni                      | SWZ    |
| 45  | África do Sul                  | RSA    |
| 46  | Sudão                          | SUD    |
| 47  | Tanzânia                       | TAN    |
| 48  | Togo                           | TOG    |
| 49  | Tunísia                        | TUN    |
| 50  | Uganda                         | UGA    |
| 51  | Djibuti                        | DJI    |
| 52  | Zâmbia                         | ZAM    |
| 53  | Zimbabwe                       | ZIM    |